# Cidade Velha
La Cidade Velha és una localitat situada al municipi de Ribeira Grande de Santiago, dins la freguesia de Santíssimo Nome de Jesus, a 15 quilòmetres a l'oest de Praia, a les illes de Cap Verd. La Cidade Velha va ser declarada Patrimoni de la Humanitat per la UNESCO, el 2009. El 10 de juny de 2009 va ser catalogada com una de les Set Meravelles d'Origen Portuguès al Món, després d'un procés públic de votació dels diferents monuments construïts per Portugal arreu del món.

## Demografia
D'acord amb dades oficials, en 1990 Cidade Velha tenia 2.148 habitants, i en 2009 incrementà la seva població fins als 9500 habitants.
| Població de Cidade Velha en el temps (1990–2009) | Població de Cidade Velha en el temps (1990–2009) | Població de Cidade Velha en el temps (1990–2009) |
| ------------------------------------------------ | ------------------------------------------------ | ------------------------------------------------ |
| 1990                                             | 2000                                             | 2009                                             |
| 2.148                                            | —                                                | 9.500                                            |

## Història
Cidade Velha va ser la primera ciutat construïda pels colons europeus a la zona de tròpics africans, fundada per António de Noli en 1462, i la primera capital de Cap Verd, amb el nom de Ribeira Grande, encara que posteriorment va canviar de nom a causa de les confusions amb Ribeira Grande, una població homònima situada a l'illa de Santo Antão. La ciutat es va fundar i es va desenvolupar gràcies al comerç d'esclaus provinents de Guinea Bissau i Sierra Leone, principalment
En 2000 es va iniciar un treball de sub-coordinació de l'arquitecte Siza Vieira, per preparar la localitat a la candidatura com a Patrimoni Mundial.
La ciutat va ser port i lloc de parada de dos dels grans navegadors històrics, Vasco da Gama, en 1497, en la seva ruta cap a Índia, i Cristòfor Colom, en 1498, quan es disposava a realitzar el seu tercer viatge a Amèrica.